# Кольник
Кольник (пол. Kolnik, нім. Kohling) — село в Польщі, у гміні Пщулки Ґданського повіту Поморського воєводства.
Населення — 510 осіб (2011).
У 1975-1998 роках село належало до Гданського воєводства.

## Демографія
Демографічна структура станом на 31 березня 2011 року:
|          | Загалом | Допрацездатний вік | Працездатний вік | Постпрацездатний вік |
| -------- | ------- | ------------------ | ---------------- | -------------------- |
| Чоловіки | 256     | 60                 | 179              | 17                   |
| Жінки    | 254     | 56                 | 156              | 42                   |
| Разом    | 510     | 116                | 335              | 59                   |